# Paul Wurth
Пауль Вюрт (Paul Wurth S.A.) — люксембургская машиностроительная компания, которая выпускает машины и агрегаты для производства котлов.
C 2012 года компания является частью немецкого машиностроительного холдинга SMS Group, которому принадлежит 59,1 % акций компании.

## История
История компании начинается в 1870 году, когда немецкий предприниматель Ежен Мюллер основал предприятие по производству котлов. С 1890 года предприятие в собственности у Пауля Вюрта (1863—1945), компания также начала заниматься строительством металлоконструкций, в том числе и мостов, кожухов доменных печей.
В 1900 году в компании работало 40 человек, а в 1909 году стало работать 275 человек. Предприятие начало экспортировать продукцию на Дальний Восток.
С 1920 года — акционерное общество. В 1929 году Пауль Вюрт продал часть своих акций металлургической компании ARBED, ныне входящей в состав ArcelorMittal.
С 1951 года компания начала производить готовые доменные печи после покупки лицензии.
В 1969 году инженеры компании создали новый аппарат доменной печи безконусного типа. В СССР засыпной аппарат фирмы был установлен на одной из доменных печей в РСФСР, затем в 1980 году на заводе «Криворожсталь».
Первая дочерняя компания была основана в 1977 году в Бразилии, теперь филиалы её имеются в многих странах мира.
В 2004 «Paul Wurth» передала своё производство «АрселорМиттал Доммельданж» и стала чисто конструкторской компанией.
Компания участвовала в строительстве доменной печи на НЛМК.

## Руководство
Председатель совета директоров — Michel Wurth.

## Продукция компании

Продукция фирмы «Пауль Вюрт»
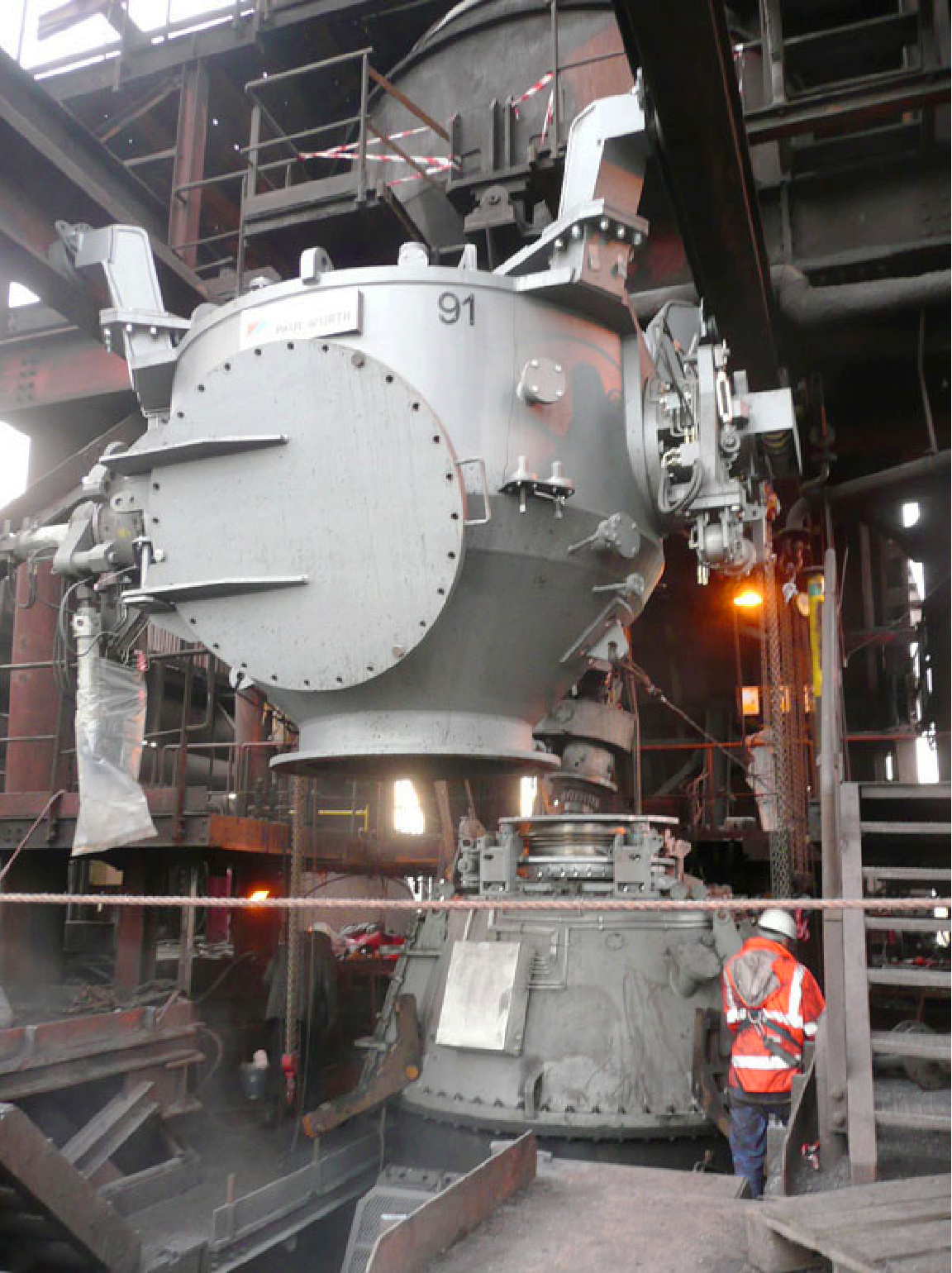
Безконусовый засыпной аппарат во время монтажа
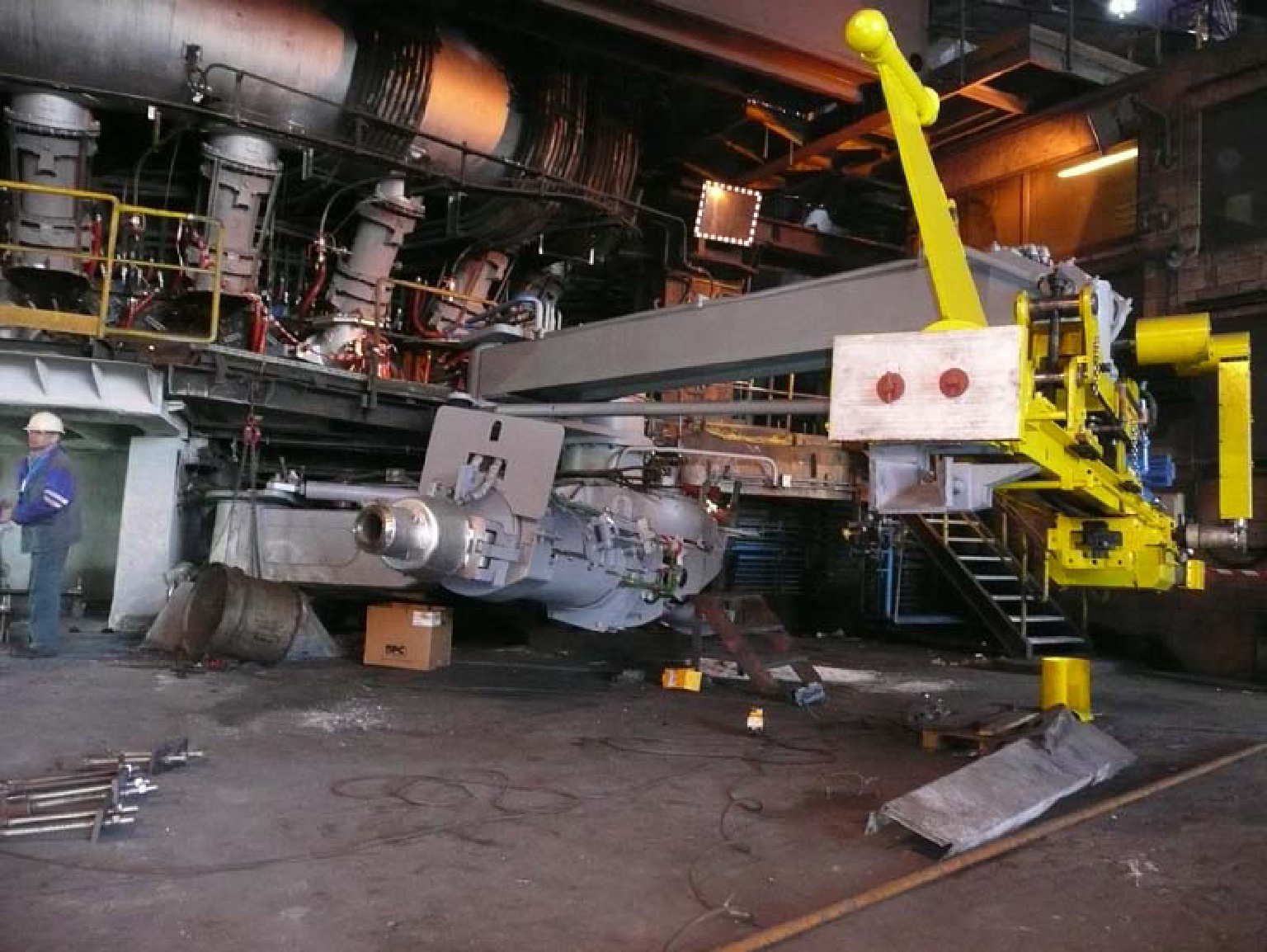
Гармата (машина закрытия чугунной летки ) и машина открытия чугунной летки
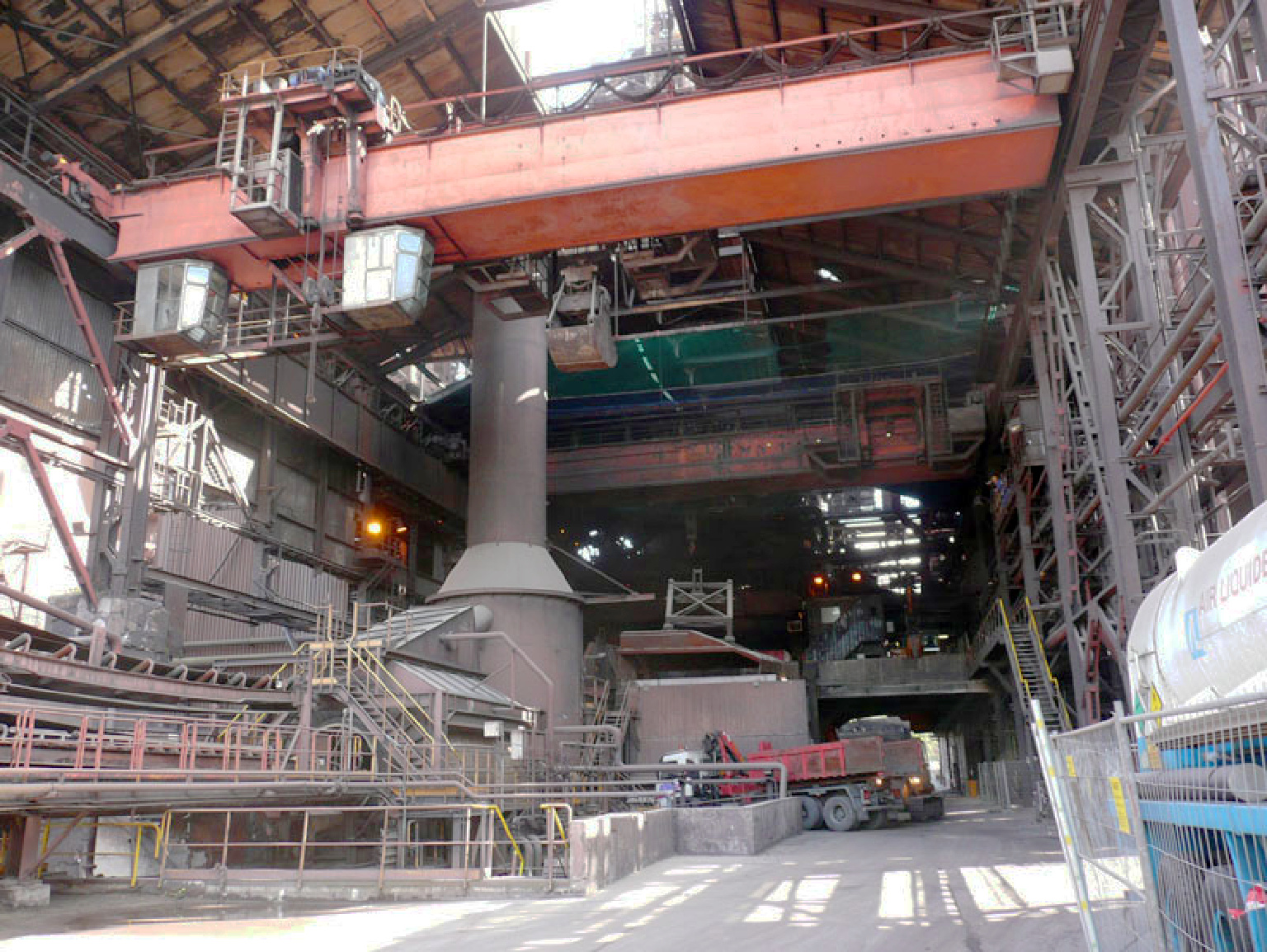
Система припечной грануляции доменного шлака INBA,

Также выпускает АСУ ТП Sachem.